# 黃輔政
黃輔政 （1431年—？），字顯忠，四川敘州富順縣人，民籍，明朝政治人物。

## 生平
由國子生中式四川鄉試第六十四名舉人，成化十四年（1478年）戊戌科第三甲第二百二十一名進士，官太常寺丞。

## 家族
曾祖黃墇；祖黃志清；父黃璣；母潘氏。嚴侍下，妻徐氏，行一，弟輔忠；輔佐；輔佑。。